# 麥吉群島

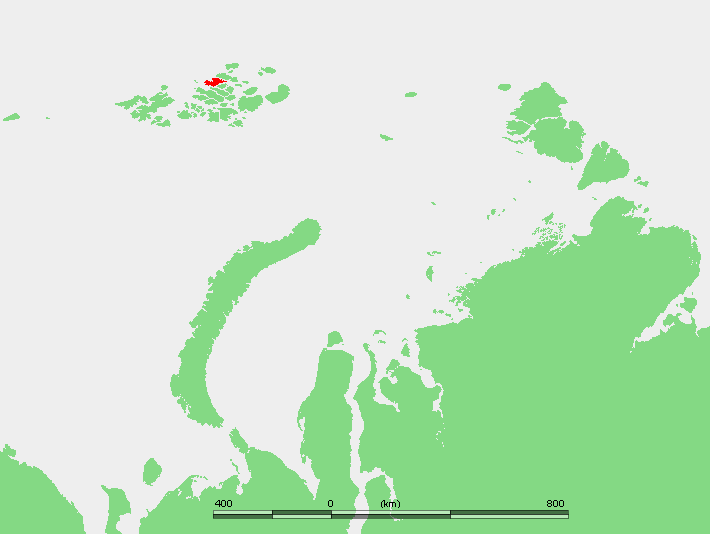
地图

麥吉群島是俄羅斯的群島，屬於法蘭士約瑟夫地群島的一部分，由2個島嶼組成，位於傑克遜島和派耶爾島之間，行政方面由阿爾漢格爾斯克州負責管轄，最高點海拔高度52米。